# Joël Despaigne
Joël Charles Despaigne (Santiago di Cuba, 2 luglio 1966) è un allenatore di pallavolo, ex pallavolista ed ex giocatore di beach volley cubano.
Giocava nel ruolo di schiacciatore. Allena le sezioni giovanili dell'Arabona Volley.

## Carriera

### Giocatore
A 14 anni inizia a giocare nei primi campionati giovanili, a Cuba, fino ad arrivare nelle file della nazionale Under-18. A 17 anni esordisce nel campionato mondiale Under-21 1985, svoltosi in Italia, conquistando la medaglia di bronzo. Un anno più tardi, all'età di 18 anni, entra nel giro della nazionale maggiore.
Soprannominato El Diablo, nel 1989 vince la Coppa del Mondo e alla fine di questa stagione la FIVB lo proclama Miglior giocatore del mondo. Nei mondiali del 1990, con la sua nazionale, arriva al secondo posto, sconfitto in finale dall'Italia.
Nel 1994 la Sisley Volley di Treviso cerca di ingaggiarlo, offrendogli un sostanzioso contratto, ma il veto, vigente a Cuba, ne impedisce il trasferimento.

Tuttavia nel 1995 lascia Cuba per disputare il campionato greco, con l'Īraklīs Salonicco. Dopo una stagione fece ritorno nel suo paese. Dopo questa stagione si ritira dalla nazionale, resta fermo i successivi 2 anni (a causa della squalifica infertagli dalla FIVB, per poi approdare nel campionato italiano di A2, al Catania Sporting Club.
Il 16 dicembre del 1998, però, subisce un grave infortunio alla spalla, che lo costringe ad interrompere l'attività che riprenderà, in tono minore, nella stagione 2001-02 nella Roma Volley in A1.
Alla fine di questa stagione si ritira definitivamente dalla carriera agonistica da giocatore e si dedica al Beach volley, giocando nel circuito italiano, ottenendo ottimi risultati e vincendo vari tornei.

### Allenatore
Il 27 dicembre del 1999, durante il periodo di convalescenza dall'infortunio, viene chiamato dal Presidente dei Diavoli Rossi Nicosia Alfredo Lo Faro con l'obiettivo di tramandare tutta la sua esperienza e competenza ai più giovani e ad aiutare la squadra locale ad arrivare alla promozione in Serie B1.
Per il campionato 1999-00 si limita a fare l'uomo spogliatoio e la squadra arriva agli spareggi per la promozione, perdendo la finalissima. Dalla stagione successiva la dirigenza lo promuove capo allenatore.
Sotto la sua guida la squadra riesce a conquistare la promozione in Serie B1 al primo tentativo.
Dal 2006 ritorna nella pallavolo indoor, facendo il 2º allenatore del La Fenice Volley Isernia in A2 con cui però non riesce a conquistare la promozione.
Nel 2008 viene chiamato dalla FVC Isernia, squadra femminile di serie B2 con cui ha un'esperienza da capo allenatore. Successivamente si occupa del settore giovanile della squadra.
Nella stagione 2011-12 viene chiamato dalla IHF Volley Frosinone, squadra di serie A2 Femminile, che gli affida l'incarico di secondo allenatore e di responsabile tecnico di tutto il settore giovanile.
Dal 2014 vive ed allena in Abruzzo, risiede nel comune di Casalincontrada in provincia di Chieti ed è attivo come tecnico nelle giovanili dell'Arabona Volley di Manoppello.

## Palmarès

### Club

#### Allenatore
- Coppa Italia di Serie A2: 1

2012-13

### Nazionale (competizioni minori)
- Campionato mondiale Under-21 1985
- Giochi centramericani e caraibici 1990
- Giochi panamericani 1991
- Giochi panamericani 1995

### Premi individuali
- 1990 - Miglior giocatore mondiale dell'anno per la FIVB